# Илић
Илић је српско презиме које је пето најчешће презиме у Србији. То је патроним и значи син Илије.

## Познати људи

### А
- Александар Илић (редитељ) (1927—2012), српски режисер
- Александар Аца Илић (1961), српски пјевач
- Александар Сања Илић (1951—2021), српски композитор
- Александар Саша Илић (1977), српски балетски играч и кореограф
- Александра Плескоњић-Илић (1955), српска глумица
- Ана Илић (1995), српска песникиња

### Б
- Бата Илић (1939), српски пјевач шлагера
- Богољуб Илић (1881—1956), српски генерал
- Богдан Илић (1996), српски јутјубер
- Божа Илић (1919—1993), српски сликар социјалистичког реализма
- Боривоје Илић (1918—1987), српски композитор, диригент и аранжер
- Брана Илић (1985), српски фудбалер
- Бранко Илић (1983), словеначки фудбалер

### В
- Вања Илић (1927—2018), хрватски пливач
- Велимир Илић (1951), српски политичар
- Велимир Века Илић (1925—2007), српски атлетичар и новинар
- Вера Илић-Ђукић (1928—1968), српска позоришна, филмска и ТВ-глумица
- Влада Илић (1882—1952), српски индустријалац
- Војислав Илић (1862—1894), српски песник
- Војислав Илић Млађи (1877—1944), српски песник
- Војислав Илић (композитор) (1911—1999), српски диригент и композитор

### Г
- Гедеон Илић (1865—1941), српски свештеник
- Георгије Илић (1995), српски фудбалер

### Д
- Данијела Илић (1970), некадашња југословенска и српска кошаркашица
- Данило Илић (1890—1915), учитељ, публициста, револуционар и атентатор
- Дејан Илић (научник) (1957), српски физикохемичар
- Дејан Илић (песник) (1961), српски преводи са италијанског и француског
- Дејан Илић (трубач) (1977), српски трубач
- Добрила Илић (1946), српска глумица
- Драган Илић Ди Вого (1962), српски сликар
- Драгослав Илић (1939), српски глумац и сценариста
- Драгутин Илић (1858—1926), српски књижевник, драматург, новинар, правник и политичар
- Дуња Илић (1991), српска поп певачица
- Душан Илић (1943—2006), српски архитекта

### Ђ
- Ђорђе Илић (1920—2010), српски академски сликар, педагог и професор

### Ж
- Живојин Илић (…—1941), југословенски партизан
- Живорад Илић (1898—1919), српски земљорадник

### З
- Зоран Илић (1955), српски прозни писац

### И
- Иван Илић (1978), пијаниста српског порекла из Сједињених Америчких Држава
- Иван Илић (филозоф) (1926—2002), филозоф и полимата
- Иван Илић (фудбалер) (2001), српски фудбалер
- Илија Илић (1984), српски кантаутор, продуцент и аранжер
- Илија Илић (солунски добровољац) (1879—1942), солунски добровољац
- Илија Поп Тоне Илић (1893—1938), подофицир војске Краљевине Србије

### Ј
- Јана Милић Илић (1981), српска глумица
- Јован Илић (1824—1901), српски књижевник
- Јован Илић (епископ) (1884—1975), епископ захумско-херцеговачки, браничевски и нишки
- Јован Илић (професор географије) (1928—2009), српски географ
- Јордан П. Илић (1883—1950), српски професор филозофије

### К
- Коста Илић Мумџија (1832—1911), српски индустријалац
- Крстивоје Илић (1938), српски песник

### Л
- Лука Илић (1999), српски фудбалер

### Љ
- Љиљана Илић Лончаревић (1975—1992), жртва злочина муслиманских ратних јединица Армије БиХ
- Љубо Илић (1905—1994), учесник Шпанског грађанског рата
- Љубомир Илић (1902—1974), српски машински и аеронаутички инжењер

### М
- Марија Илић (1993), српска фудбалерка
- Марија Илић Агапова (1895—1984), српски правник, преводилац и библиотекарка
- Милан Илић Чича (1886—1942), учесник Народноослободилачке борбе
- Милан С. Илић (1921—1942), народни херој Југославије
- Миле Илић (кошаркаш) (1984), српски кошаркаш
- Миле Илић (политичар) (1954), српски политичар
- Милић Илић (1882—1966), српски војник
- Милован Илић (1938—2005), југословенско-српски радио и ТВ новинар
- Милош Илић (1884—1960), пилот Краљевине Србије
- Миодраг Илић (1934), српски књижевник
- Миодраг Илић Бели (1921—1971), српски композитор и правник
- Миодраг М. Илић, српски басиста, текстописац, композитор и аранжер
- Мирјана Илић (1974—2004), српска каратиста
- Мирослав Илић (1950), југословенски и српски певач фолк музике
- Михаило Илић (лекар) (1856—1905), српски лекар
- Михаило Илић (мајор) (1845—1876), српски официр и војни писац
- Михаило Илић (редитељ) (1939), српски редитељ, монтажер, глумац и документариста
- Момир Илић (1981), српски рукометаш

### Н
- Небојша Илић (глумац) (1973), српски позоришни, телевизијски и филмски глумац
- Небојша Илић (кошаркаш) (1968), бивши српски кошаркаш
- Немања Илић (1990), српски рукометаш
- Никола Илић (1985—2012), српски кошаркаш
- Никола П. Илић (1926), југословенски је и српски историчар и комуниста

### О
- Олга Илић (1880—1945), српска глумица

### П
- Павле Илић (1910—1964), учесник Народноослободилачке борбе и генерал-пуковник ЈНА
- Персида Илић (1888—1957), српска хемичарка
- Петко Илић (1886—1912), српски четнички војвода у Старој Србији

### Р
- Радиша Илић (1977), бивши српски фудбалски голман
- Радомир Илић (1894—1958), српски јунак
- Ружица Илић (1909—1992), српски архитекта

### С
- Саво Илић (1914—1943), учесник Народноослободилачке борбе
- Саша Илић (1977), српски фудбалер
- Саша Илић (писац) (1972), српски писац
- Светлана Илић (1972), бивша српска одбојкашица
- Сима Илић (1894—1974), југословенски и српски филмски и позоришни глумац
- Слађана Илић (1974), српски књижевни критичар и есејиста
- Стефан Илић (1990), српски хокејаш
- Стефан Илић (1995), српски фудбалер

### Т
- Теодора Илић (2004), српска глумица
- Теодор Илић Чешљар (1746—1793), српски сликар и иконописац